# Mishmi

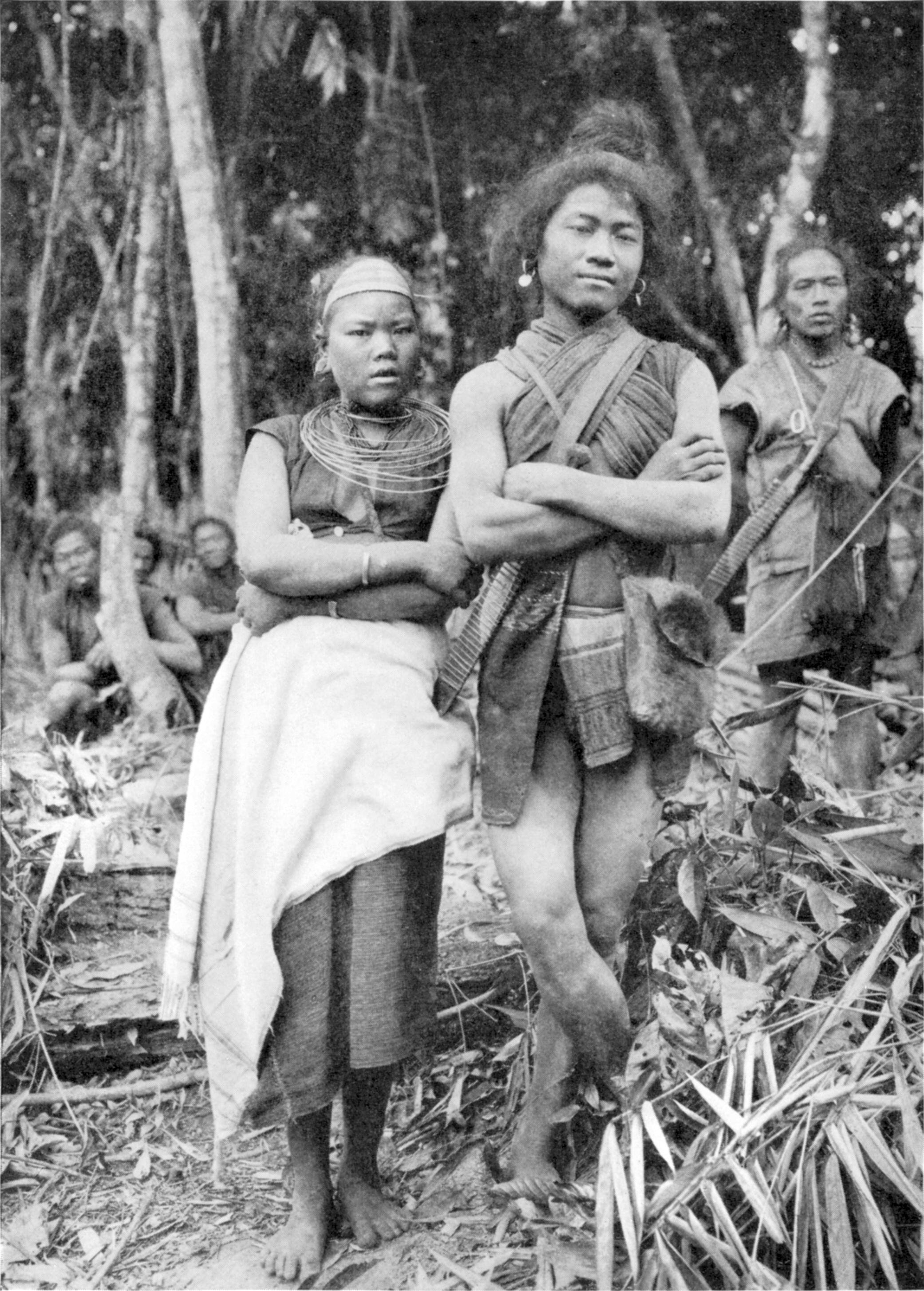
Des membres de l'ethnie Mishmi, à Dibrugarh (Assam) en 1922, photographie de Joseph Rock.

Le peuple Mishmi ou Deng du Tibet (en Chine) et de l'Arunachal Pradesh (en Inde) est un groupe ethnique comprenant principalement trois tribus : Idu Mishmi (Idu Lhoba) ; Digaro Mishmi (Taraon, Darang Deng) et Miju Mishmi (Deng Kaman).
L'agriculture pratiquée par les Mishmi est primitive. Le maïs et le sarrasin sont cultivés en alternance, blé et l'orge sont cultivés en haute altitude et le riz dans les contreforts. Les bovins sont élevés pour l'abattage et sont aussi utilisés comme monnaie. Les Mishmis pratiquent la chasse et la pêche. Le troc est pratiqué avec les peuples vivant au Tibet et en Assam : musc, herbes médicinales, écorce de papier contre des vêtements, du sel, dinanderie et armes. Ils ne pratiquent plus l'esclavage et ne sont plus chasseurs de têtes.